# Bitwa pod Olszanicą (1527)
Bitwa pod Olszanicą – bitwa rozgrywająca się  27 stycznia 1527 roku na polach wsi Olszanica (położonej na południe od Kijowa) pomiędzy wojskami litewskimi pod dowództwem Konstantego Ostrogskiego a Tatarami. Zakończyła się pogromem Tatarów. W bitwie brał udział Jerzy I Radziwiłł, ojciec królowej Polski Barbary Radziwiłłówny.